# Cyclosa
Cyclosa je rod pavouků z čeledi křižákovitých, jehož zástupci se vyznačují zaplétáním zbytků kořisti a dalšího materiálu do pavučin – vytváří stabilimentum. V České republice se vyskytují pouze dva druhy, křižák vířivý (Cyclosa conica) a křižák trojlaločný (Cyclosa oculata), který je zde ohroženým druhem.
Pavouci rodu Cyclosa jsou většinou malí, často s bizarně tvarovaným zadečkem, na kterém se nachází 1 až 4 výrůstky. Staví spíše menší, svisle orientované pavučiny, v jejichž středu se nachází stabilimentum tvořené zbytky kořisti a různých rostlinných materiálů (kousky kůry apod.), které jsou vpleteny do sítě buď lineárně v jednom nebo více paprscích, nebo ve zvětšujících se kruzích. Pavouk obvykle číhá na stabilimentu, které mu poskytuje maskování a ochranu před predátory. Několik tropických druhů z Jižní Ameriky a Filipín utváří na středu sítě jakousi zvětšeninu sebe sama sestávající z materiálu zapleteného v osmi paprscích směřujících od středu, které napodobují nohy velkého pavouka. Tato strategie slouží zřejmě k odrazení predátorů, nebo naopak jejich nalákání na „falešného pavouka“, aby se skutečný pavouk vyhnul ulovení.
Zatímco většina pavouků se svislými pavučinami číhá v pavučině vždy hlavou dolů, některé druhy rodu Cyclosa číhají obráceně – hlavou vzhůru.

## Pavučiny a stabilimenta
- Křižák klamavý (Cyclosa insulana)
- Stabilimentum se zapleteným materiálem (pavouk vlevo)
- Cyclosa sp. na stabilimentu
- Cyclosa trilobata

## Systematika
Rod zahrnuje více než 170 známých druhů rozšířených na všech kontinentech kromě Antarktidy. Následující druhy uvádí World Spider Catalog.
- Cyclosa alayoni Levi, 1999 – Kuba, Portoriko
- Cyclosa alba Tanikawa, 1992 – Japonsko
- Cyclosa albisternis Simon, 1888 – Indie, Andamany
- Cyclosa albopunctata Kulczyński, 1901 – Afrika, Nová Guinea, Nová Kaledonie
- Cyclosa algerica Simon, 1885 – Jižní Evropa, Severní Afrika, Střední východ
- Cyclosa anatipes (Keyserling, 1887) – Austrálie
- Cyclosa andinas Levi, 1999 – Kolumbie, Ekvádor
- Cyclosa angusta Tanikawa, 1992 – Japonsko
- Cyclosa apoblepta (Rainbow, 1916) – Austrálie
- Cyclosa argentaria (Rainbow, 1916) – Austrálie
- Cyclosa argentata Tanikawa & Ono, 1993 – Tchaj-wan
- Cyclosa argenteoalba Bösenberg & Strand, 1906 – Východní Asie
- Cyclosa atrata Bösenberg & Strand, 1906 – Východní Asie
- Cyclosa baakea Barrion & Litsinger, 1995 – Filipíny
- Cyclosa bacilliformis Simon, 1908 – Austrálie
- Cyclosa banawensis Barrion & Litsinger, 1995 – Filipíny
- Cyclosa berlandi Levi, 1999 – Severní Amerika, Hispaniola, Ekvádor
- Cyclosa bianchoria Yin, Wang, Xie & Peng, 1990 – Čína
- Cyclosa bifida (Doleschall, 1859) – Indie, Jihovýchodní Asie
- Cyclosa bifurcata (Walckenaer, 1841) – Jižní Amerika
- Cyclosa bihamata Zhang, Zhang & Zhu, 2010 – Čína
- Cyclosa bilobata Sen, Saha & Raychaudhuri, 2012 – Indie
- Cyclosa bituberculata Biswas & Raychaudhuri, 1998 – Bangladéš
- Cyclosa bulla Tanikawa & Petcharad, 2018 – Jižní Asie
- Cyclosa bulleri (Thorell, 1881) – Nová Guinea
- Cyclosa cajamarca Levi, 1999 – Peru
- Cyclosa caligata (Thorell, 1890) – Indonésie
- Cyclosa camargoi Levi, 1999 – Brazílie
- Cyclosa camelodes (Thorell, 1878) – Seychely, Nová Guinea
- Cyclosa caroli (Hentz, 1850) – Amerika
- Cyclosa centrifaciens Hingston, 1927 – Myanmar
- Cyclosa centrodes (Thorell, 1887) – Indie, Singapur
- Cyclosa cephalodina Song & Liu, 1996 – Čína
- Cyclosa chichawatniensis Mukhtar & Mushtaq, 2005 – Pákistán
- Cyclosa circumlucens Simon, 1907 – Guinea-Bissau, Svatý Tomáš a Princův ostrov
- Cyclosa concolor Caporiacco, 1933 – Libye
- Cyclosa confraga (Thorell, 1892) – Jižní Asie
- Cyclosa confusa Bösenberg & Strand, 1906 – Východní Asie
- Cyclosa conica (Pallas, 1772) – křižák vířivý – Holarktická oblast
- Cyclosa conigera F. O. Pickard-Cambridge, 1904 – Střední Amerika
- Cyclosa coylei Levi, 1999 – Mexiko, Guatemala
- Cyclosa cucurbitoria (Yin, Wang, Xie & Peng, 1990) – Čína, Thajsko
- Cyclosa cucurbitula Simon, 1900 – Hawai
- Cyclosa curiraba Levi, 1999 – Bolívie
- Cyclosa cylindrata Yin, Zhu & Wang, 1995 – Čína
- Cyclosa cylindrifaciens Hingston, 1927 – Myanmar
- Cyclosa damingensis Xie, Yin & Kim, 1995 – Čína
- Cyclosa deserticola Levy, 1998 – Egypt, Izrael
- Cyclosa dianasilvae Levi, 1999 – Ekvádor, Peru
- Cyclosa diversa (O. Pickard-Cambridge, 1894) – Střední a Jižní Amerika
- Cyclosa dives Simon, 1877 – Čína, Filipíny
- Cyclosa donking Levi, 1999 – Bolívie
- Cyclosa dosbukolea Barrion & Litsinger, 1995 – Filipíny
- Cyclosa durango Levi, 1999 – Mexiko
- Cyclosa elongata Biswas & Raychaudhuri, 1998 – Bangladéš
- Cyclosa espumoso Levi, 1999 – Brazílie
- Cyclosa fililineata Hingston, 1932 – Střední a Jižní Amerika
- Cyclosa formosa Karsch, 1879 – Západní Afrika
- Cyclosa formosana Tanikawa & Ono, 1993 – Taiwan
- Cyclosa ginnaga Yaginuma, 1959 – Východní Asie
- Cyclosa gossypiata Keswani, 2013 – Indie
- Cyclosa groppalii Pesarini, 1998 – Španělsko, Řecko
- Cyclosa gulinensis Xie, Yin & Kim, 1995 – Čína
- Cyclosa haiti Levi, 1999 – Hispaniola, Jamajka, Portoriko
- Cyclosa hamulata Tanikawa, 1992 – Rusko, Japonsko
- Cyclosa hexatuberculata Tikader, 1982 – Indie, Pákistán
- Cyclosa huila Levi, 1999 – Kolumbie
- Cyclosa imias Levi, 1999 – Kuba
- Cyclosa inca Levi, 1999 – Jižní Amerika
- Cyclosa informis Yin, Zhu & Wang, 1995 – Čína
- Cyclosa insulana (Costa, 1834) – křižák klamavý – Od Středomoří po Japonsko, Indonésie, Austrálie, Jižní Afrika
- Cyclosa ipilea Barrion & Litsinger, 1995 – Filipíny
- Cyclosa jalapa Levi, 1999 – Mexiko
- Cyclosa japonica Bösenberg & Strand, 1906 – Východní Asie
- Cyclosa jose Levi, 1999 – Kostarika
- Cyclosa kashmirica Caporiacco, 1934 – Pákistán
- Cyclosa kibonotensis Tullgren, 1910 – Střední a východní Afrika, Seychely
- Cyclosa koi Tanikawa & Ono, 1993 – Taiwan
- Cyclosa krusa Barrion & Litsinger, 1995 – Pákistán, Indie, Filipíny
- Cyclosa kumadai Tanikawa, 1992 – východní Rusko, Japonsko, Korea
- Cyclosa laticauda Bösenberg & Strand, 1906 – Východní Asie
- Cyclosa lawrencei Caporiacco, 1949 – Keňa
- Cyclosa libertad Levi, 1999 – Ekvádor, Peru
- Cyclosa lichensis (Rainbow, 1916) – Austrálie
- Cyclosa litoralis (L. Koch, 1867) – Samoa, Fidži, Tahiti
- Cyclosa longicauda (Taczanowski, 1878) – Jižní Amerika
- Cyclosa machadinho Levi, 1999 – Brazílie, Argentina
- Cyclosa maderiana Kulczyński, 1899 – Madeira, Kanárské ostrovy
- Cyclosa maritima Tanikawa, 1992 – Japonsko
- Cyclosa mavaca Levi, 1999 – Kolumbie, Venezuela
- Cyclosa meruensis Tullgren, 1910 – Tanzanie
- Cyclosa micula (Thorell, 1892) – Indie, Singapur
- Cyclosa minora Yin, Zhu & Wang, 1995 – Čína
- Cyclosa mocoa Levi, 1999 – Kolumbie
- Cyclosa mohini Dyal, 1935 – Pákistán
- Cyclosa monteverde Levi, 1999 – Kostarika, Panama
- Cyclosa monticola Bösenberg & Strand, 1906 – Východní Asie
- Cyclosa moonduensis Tikader, 1963 – Indie
- Cyclosa morretes Levi, 1999 – Brazílie
- Cyclosa mulmeinensis (Thorell, 1887) – Asie
- Cyclosa neilensis Tikader, 1977 – Indie
- Cyclosa nevada Levi, 1999 – Kolumbie
- Cyclosa nigra Yin, Wang, Xie & Peng, 1990 – Čína, Vietnam
- Cyclosa nodosa (O. Pickard-Cambridge, 1889) – Střední Amerika
- Cyclosa norihisai Tanikawa, 1992 – Čína, Japonsko
- Cyclosa oatesi (Thorell, 1892) – Myanmar
- Cyclosa octotuberculata Karsch, 1879 – Východní Asie
- Cyclosa oculata (Walckenaer, 1802) – křižák trojlaločný – Evropa, Střední a Východní Asie
- Cyclosa odateana Kishida, 1915 – Japonsko
- Cyclosa ojeda Levi, 1999 – Curaçao
- Cyclosa okumae Tanikawa, 1992 – Východní Asie
- Cyclosa olivenca Levi, 1999 – Brazílie
- Cyclosa olorina Simon, 1900 – Hawai
- Cyclosa omonaga Tanikawa, 1992 – Východní Asie
- Cyclosa onoi Tanikawa, 1992 – Východní Asie
- Cyclosa oseret Levi, 1999 – Brazílie
- Cyclosa otsomarka Barrion & Litsinger, 1995 – Filipíny
- Cyclosa pantanal Levi, 1999 – Brazílie
- Cyclosa parangdives Barrion, Barrion-Dupo & Heong, 2013 – Čína
- Cyclosa parangmulmeinensis Barrion & Litsinger, 1995 – Filipíny
- Cyclosa parangtarugoa Barrion & Litsinger, 1995 – Filipíny
- Cyclosa paupercula Simon, 1893 – Bornea
- Cyclosa pedropalo Levi, 1999 – Kolumbie
- Cyclosa pellaxoides Roewer, 1955 – Singapur
- Cyclosa pentatuberculata Yin, Zhu & Wang, 1995 – Čína
- Cyclosa perkinsi Simon, 1900 – Hawai
- Cyclosa picchu Levi, 1999 – Peru
- Cyclosa pichilinque Levi, 1999 – Mexiko
- Cyclosa poweri (Rainbow, 1916) – Austrálie
- Cyclosa pseudoculata Schenkel, 1936 – Čína
- Cyclosa psylla (Thorell, 1887) – Myanmar, Japonsko
- Cyclosa punctata Keyserling, 1879 – Brazílie
- Cyclosa punjabiensis Ghafoor & Beg, 2002 – Pákistán
- Cyclosa purnai Keswani, 2013 – Indie
- Cyclosa pusilla Simon, 1880 – Nová Kaledonie
- Cyclosa quinqueguttata (Thorell, 1881) – Indie, Bhůtán, Myanmar, Čína, Taiwan
- Cyclosa reniformis Zhu, Lian & Chen, 2006 – Čína
- Cyclosa rostrata Zhou & Zhang, 2017 – Čína
- Cyclosa rubronigra Caporiacco, 1947 – Střední a Jižní Amerika
- Cyclosa sachikoae Tanikawa, 1992 – Japonsko, Čína
- Cyclosa saismarka Barrion & Litsinger, 1995 – Pákistán, Filipíny
- Cyclosa sanctibenedicti (Vinson, 1863) – Réunion
- Cyclosa santafe Levi, 1999 – Kolumbie
- Cyclosa sedeculata Karsch, 1879 – Východní Asie
- Cyclosa senticauda Zhu & Wang, 1994 – Čína
- Cyclosa serena Levi, 1999 – Chile, Argentina
- Cyclosa seriata (Thorell, 1881) – Indonésie
- Cyclosa shinoharai Tanikawa & Ono, 1993 – Taiwan
- Cyclosa sierrae Simon, 1870 – křižák chvostnatý – Jižní Evropa, Maďarsko, Ukrajina, Střední východ
- Cyclosa simoni Tikader, 1982 – Indie
- Cyclosa simplicicauda Simon, 1900 – Hawai
- Cyclosa spirifera Simon, 1889 – Pákistán, Indie
- Cyclosa tamanaco Levi, 1999 – Trinidad
- Cyclosa tapetifaciens Hingston, 1932 – Střední a Jižní Amerika
- Cyclosa tardipes (Thorell, 1895) – Myanmar
- Cyclosa tauraai Berland, 1933 – Francouzská Polynésie
- Cyclosa teresa Levi, 1999 – Brazílie
- Cyclosa tricolor (Leardi, 1902) – Filipíny
- Cyclosa trilobata (Urquhart, 1885) – Austrálie, Tasmánie, Nový Zéland
- Cyclosa tripartita Tullgren, 1910 – Tanzanie
- Cyclosa triquetra Simon, 1895 – Mexiko, Jižní Amerika
- Cyclosa tropica Biswas & Raychaudhuri, 1998 – Bangladéš
- Cyclosa tuberascens Simon, 1906 – Indie
- Cyclosa turbinata (Walckenaer, 1841) – Severní a Střední Amerika, Karibské ostrovy, Galapágy
- Cyclosa turvo Levi, 1999 – Brazílie
- Cyclosa vallata (Keyserling, 1886) – Východní Asie, Papua nová Guinea, Austrálie
- Cyclosa vankhedensis Dhande, Bodkhe & Ahmad, 2017 – Indie
- Cyclosa vicente Levi, 1999 – Kolumbie, Brazílie, Argentina
- Cyclosa vieirae Levi, 1999 – Peru, Brazílie
- Cyclosa walckenaeri (O. Pickard-Cambridge, 1889) – Severní a Střední Amerika, Karibské ostrovy
- Cyclosa woyangchuan Zhang, Zhang & Zhu, 2010 – Čína
- Cyclosa xanthomelas Simon, 1900 – Hawai
- Cyclosa yaginumai Biswas & Raychaudhuri, 1998 – Bangladéš
- Cyclosa zhangmuensis Hu & Li, 1987 – Čína
- Cyclosa zhui Zhou & Zhang, 2017 – Čína